# Галаган, Григорий Павлович
Григорий Павлович Галаган (15 [27] августа 1819, Полтавская губерния — 25 сентября [7 октября] 1888, Полтавская губерния) — российский чиновник, активный участник либерального украинского движения, тайный советник, благотворитель, основатель коллегии Галагана и ремесленного училища в Дехтерях, сооснователь Киевской русской публичной библиотеки. Последний представитель рода Галаганов.
По смерти Галагана его фамилия и герб перешли графу Константину Ламздорфу.

## Биография
Родился в родовой усадьбе Сокиринцы (Прилукский уезд Полтавской губенрии; ныне — Черниговская область) 15 (27) августа 1819 года в семье Павла Григорьевича Галагана и его жены Екатерины Васильевны (урожд. Гудович, племянница фельдмаршала И. В. Гудовича).
Высшее образование получил на юридическом факультете Санкт-Петербургского университета, который окончил в 1840 году действительным студентом. Долгое время работал в Черниговской губернии, в палате государственных имуществ. Уже в 1850-х гг. Григорий Галаган заявил о себе как о стороннике отмены крепостного права, и, как отмечали его биографы, нередко занимал сторону крестьян в разбирательствах с помещиками. Это привело к целому ряду конфликтов с местными властями. С 1851 по 1854 годы он занимал должность главного судьи Черниговской губернии. В 1859 году был назначен членом-экспертом редакционных комиссий по подготовке освобождения крестьян от крепостной зависимости. Впоследствии занимал ряд должностей в различных частях Российской империи. В 1882 году был назначен членом Государственного совета.
Скончался 25 сентября (7 октября) 1888 года в своей усадьбе Сокиринцы.

## Благотворитель
Григорий Галаган жертвовал деньги на благотворительные цели с молодых лет, но в полной мере посвятил себя благотворительству после трагической смерти своего единственного сына (в итоге эта ветвь рода Галаганов пресеклась со смертью самого Григория Галагана). Основным объектом его благотворительности было образование и просвещение — так, он внёс пять тысяч рублей на учреждение стипендии в Прилукской гимназии, подарил крупный участок земли в селе Гнилицы для постройки там сельского училища и т. д. Был одним из создателей в 1866 году Киевской русской публичной библиотеки (ныне Национальная парламентская библиотека Украины). Но основным его мероприятием как благотворителя считается открытие в 1871 году в Киеве среднего учебного заведения, названного именем его безвременно умершего сына (см. Коллегия Павла Галагана).

## Славянофил
В юности воспитателем и преподавателем Григория Галагана был профессор Санкт-Петербургского университета Ф. В. Чижов, известный славянофильскими взглядами. Эти взгляды от него всецело воспринял и Галаган, впоследствии завязав знакомство с такими знаковыми фигурами славянофильского лагеря как Иван Аксаков и Юрий Самарин. При этом Григорию Галагану был свойственен живой интерес к культуре, языку и прошлому Украины, он поддерживал приятельские отношения с Михаилом Максимовичем и Павлом Житецким, даже лично участвовал в издании нескольких этнографических и краеведческих работ. Галаган категорически отвергал начавшие тогда раздаваться обвинения украинофилов в сепаратизме, считая их недоразумением.

## Семья
Григорий Павлович был женат на дочери тайного советника Василия Васильевича Кочубея — Екатерине (1826—1896). По словам современника, она «была всегда молчаливая, всегда сдержанная, своими, редкими, бывало, улыбками — как бы одобряла и одобряла мужа в характере его деятельности». В браке имели единственного сына Павла («Павлуся», как звали его родители) (1853—1869). Передал родовую усадьбу Сокиринцы и фамилию «Галаган» потомству своей племянницы графини Марии Комаровской и её супруга графа Константина Ламсдорфа (см. Ламсдорф-Галаган).